# Dôme (roman)
Pour les articles homonymes, voir Dôme.
Dôme (titre original : Under the Dome) est un roman de science-fiction et d'horreur de Stephen King, paru le 10 novembre 2009 aux États-Unis et le 2 mars 2011 en France, en deux tomes, aux éditions Albin Michel. Il a inspiré la série télévisée Under the Dome.

## Résumé
La petite ville de Chester's Mill, dans le Maine, est soudainement coupée du monde par un dôme transparent qui apparaît aux limites de la commune, causant plusieurs accidents mortels le temps que la situation soit connue. L'armée des États-Unis se révèle incapable de détruire ce dôme et les habitants de Chester's Mill sont donc désormais livrés à eux-mêmes. Le deuxième adjoint municipal Big Jim Rennie profite de cette situation pour asseoir sa mainmise sur la ville grâce à son contrôle de la police, nommant ainsi comme policiers plusieurs jeunes gens particulièrement brutaux, dont son fils, Junior, qui est sujet à des accès de violence incontrôlables causés par une tumeur du cerveau non détectée. Dale Barbara, dit « Barbie  », un vétéran de la guerre d'Irak désormais cuisinier au restaurant de Chester's Mill, se voit chargé par son ancien supérieur hiérarchique de découvrir l'origine du dôme. Avec l'aide des quelques habitants qui le soutiennent, dont Julia Shumway, la rédactrice en chef du journal local, Rusty Everett, le responsable médical, et un trio de petits génies de l'informatique, il tente également de contrecarrer les plans de Big Jim.
Big Jim crée un sentiment de panique parmi les habitants afin d'assurer son contrôle sur la ville. Il fait arrêter Barbie pour le meurtre de quatre personnes, dont deux jeunes femmes tuées par Junior, un homme d'Eglise et la veuve de l'ancien chef de la police, qu'il a lui-même éliminés pour les empêcher de faire des révélations pouvant compromettre sa prise de pouvoir. Les restrictions et les brutalités policières des jeunes adjoints se multiplient et poussent certains habitants à se réunir sous la direction de Shumway et d'Everett. Ils réussissent à libérer Barbara, abattant Junior alors que celui-ci s'apprêtait à tuer le prisonnier. Ils se réfugient ensuite dans une ferme abandonnée où a été localisée l'origine du dôme, un dispositif d'origine extraterrestre. Ceux qui touchent l'objet ont des visions qui les amènent à penser que le dôme a été mis en place par de jeunes extraterrestres simplement pour leur divertissement.
Jim Rennie envoie un commando de policiers prendre le contrôle du laboratoire où il faisait fabriquer de la méthamphétamine, l'employé qui s'en occupait jusqu'alors, « le Chef », étant devenu très instable. Le Chef résiste à l'assaut et déclenche, juste avant de mourir, des explosifs qui font sauter tout le bâtiment. L'explosion combinée aux cuves de propane et à la méthamphétamine qui s'y trouvaient provoque une tempête de feu toxique. Quasiment tous les habitants de Chester's Mill sont tués, à part les réfugiés de la ferme, un jeune garçon caché dans un cellier, Big Jim et le jeune policier instable Carter Thibodeau, ces derniers s'étant réfugiés dans un abri antiatomique. Big Jim tue Thibodeau mais est ensuite victime d'hallucinations qui le poussent à sortir et il meurt à son tour. Les survivants se réfugient contre la paroi du dôme mais commencent à manquer d'air et à s’asphyxier lentement. Barbie et Julia retournent en désespoir de cause à la ferme pour entrer en contact avec les extraterrestres. Julia parvient à faire prendre leur sort en pitié à un jeune extraterrestre. Le dôme est enfin levé, permettant aux quelques survivants de sortir.

## Genèse du roman
Stephen King avait déjà tenté à deux reprises d'écrire un roman partant d'une idée similaire. En 1978, il écrit environ soixante-dix pages de la première version d'Under the Dome avant d'abandonner. Quatre ans plus tard, lors du tournage de Creepshow, il écrit presque cinq cents pages d'une autre version de cette histoire, nommée The Cannibals, qui traite de locataires d'appartements qui se trouvent enfermés dans leur immeuble, mais abandonne une deuxième fois son manuscrit. Ce n'est qu'en 2007 qu'il s'est remis à son écriture en se souvenant d'une grande partie du premier chapitre qu'il avait rédigé à l'époque. Le roman, après de nombreux remaniements, est finalement intitulé Under the Dome et est achevé en août 2009. Il contient 1 072 pages, numéro trois au palmarès des romans les plus gros de Stephen King (après Le Fléau et Ça).
Selon l'auteur, Dôme traite de quelques sujets déjà apparus dans Le Fléau de manière plus allégorique. Le livre restitue ainsi des réflexions de l'écrivain sur les questions écologiques, King estimant que, d'une certaine façon, « nous vivons tous déjà sous un dôme », et politiques, l'écrivain s'étant inspiré de la dynamique Bush-Cheney pour dépeindre les élus municipaux de Chester's Mill et critiquer à travers eux « l'incompétence » de cette administration. Pour dépeindre la ville de Chester's Mill, cadre du roman, King s'est inspiré de la géographie de Bridgton, où il a vécu dans les années 1970.

## Accueil et distinctions
Le roman est resté neuf semaines (dont une à la première place) sur la New York Times Best Seller list, y apparaissant directement à la première place le 29 novembre 2009. Le Publishers Weekly le classe à la 9e place des meilleures ventes de romans aux États-Unis en 2009.
Il a été accueilli favorablement par la critique. Pour Michel Schneider, du Point, ce « grand et émouvant roman sur l'horreur et l'honneur d'être homme » est « bien ficelé » malgré « le sentimentalisme de la fin » et King y « peint avec un humour cruel l'administration Bush-Cheney ». Baptiste Liger, de L'Express, estime que « la description de la cité est brillante, l'intrigue, efficace, et Stephen King n'a pas d'égal pour mettre en lumière les comportements humains. Malgré des longueurs et un dénouement maladroit, le King réussit un retour en force avec cette audacieuse parabole écolo-politique, bourrée de clins d’œil à son œuvre ». Et Jean-Claude Ventroyen, du Soir, évoque une « autopsie extraordinairement précise, enlevée, jouissive et effrayante d’une petite ville » que King « regarde se déchirer sous la férule d’un des plus beaux méchants de la littérature ».
En 2010, Dôme a été nommé au prix Locus du meilleur roman de science-fiction, terminant à la septième place, et au prix British Fantasy du meilleur roman.

## Liens avec d'autres œuvres de Stephen King
Dans la nouvelle N. (du recueil Juste avant le crépuscule), l'action se situe non loin de Chester's Mill, et le suicide de deux des protagonistes est le sujet d'un article du Chester's Mill Democrat, écrit par Julia Shumway. De plus, l'une des créatures décrites dans cette nouvelle présente des points communs avec celles que certains des habitants de Chester's Mill ont vu lors de leurs visions : tête (ou casque) en cuir, l'impression que la créature est en réalité un enfant.

## Adaptations
Under the Dome, une série télévisée très librement inspirée du roman, a été diffusée sur la chaine CBS à partir du 24 juin 2013. La série est composée de trois saisons de treize épisodes et sa diffusion originale s'est terminée le 10 septembre 2015 faute d'audiences.